# A22 (Groot-Brittannië)
De A22 is een weg in het Verenigd Koninkrijk tussen Londen en Eastbourne in Sussex, een badplaats aan Het Kanaal.

## Hoofdbestemmingen
De volgende hoofdbestemmingen (primary destinations) liggen aan de A22:
- Londen
- Croydon
- East Grinstead
- Hastings